# Alain Calmat
Alain Calmat (París, França, 31 d'agost de 1940) és un patinador artístic sobre gel francès, ja retirat, que destacà entre les dècades del 1950 i 1960. A la dècada del 1980 es dedicà a la política. A part de la seva carrera esportiva va estudiar medicina, i va esdevenir cirurgià.

## Carrera esportiva
Des de ben petit es dedicà al patinatge artístic sobre gel, obté el seu primer èxit nacional, un segon lloc al Campionat de França de patinatge artístic, l'any 1954 amb només catorze anys.
Va ser campió mundial el 1965 a Colorado Spring; campío d'Europa el 1962, 1963 i 1964; campió de França el1958, 1962, 1963, 1964 i 1965. Als Jocs Olímpics d'Hivern de 1964 a Innsbruck (Àustria), va obtenir una medalla de plata. En aquest any va retreure's de l'esport professional. Als Jocs Olímpics d'Hivern de 1968 a Grenoble (França) va rebre l'honor de fer l'última encesa de la torxa olímpica.
El 1987 fou inclòs a l'International Jewish Sports Hall of Fame.

## Carrera política
Membre de la divers gauche, l'any 1984 fou escollit ministre d'esports i joventut en el govern de Laurent Fabius. Ocupà el càrrec fins al 1986 moment en el qual fou escollit diputat de l'Assemblea Nacional Francesa pel departament del Cher, escó que va mantenir fins al 1993. El 1997 novament fou elegit diputat, i va mantenir l'escó fins al 2002. El 1995 fou escollit alcalde de Livry-Gargan, i va ser reescollit el 2001 i el 2008.